# Charles Harpur
Pour les articles homonymes, voir Harpur.
Charles Harpur, né le 23 janvier 1813 à Windsor en Nouvelle-Galles du Sud (Australie) et mort le 10 juin 1868 en Nouvelle-Galles du Sud est un poète, journaliste, critique littéraire et écrivain politique australien.